# Dals Långeds IK
Dals Långeds IK är en idrottsförening från Dals Långed i Bengtsfors kommun i Dalsland, bildad den 5 september 1960 genom sammanslagning av Mustadfors IF (1906) och Långeds IF (1926). Föreningen är verksam inom fotboll, friidrott, gymnastik och skidor.